# Pickguard
 (mars 2024).
Si vous disposez d'ouvrages ou d'articles de référence ou si vous connaissez des sites web de qualité traitant du thème abordé ici, merci de compléter l'article en donnant les références utiles à sa vérifiabilité et en les liant à la section « Notes et références ».

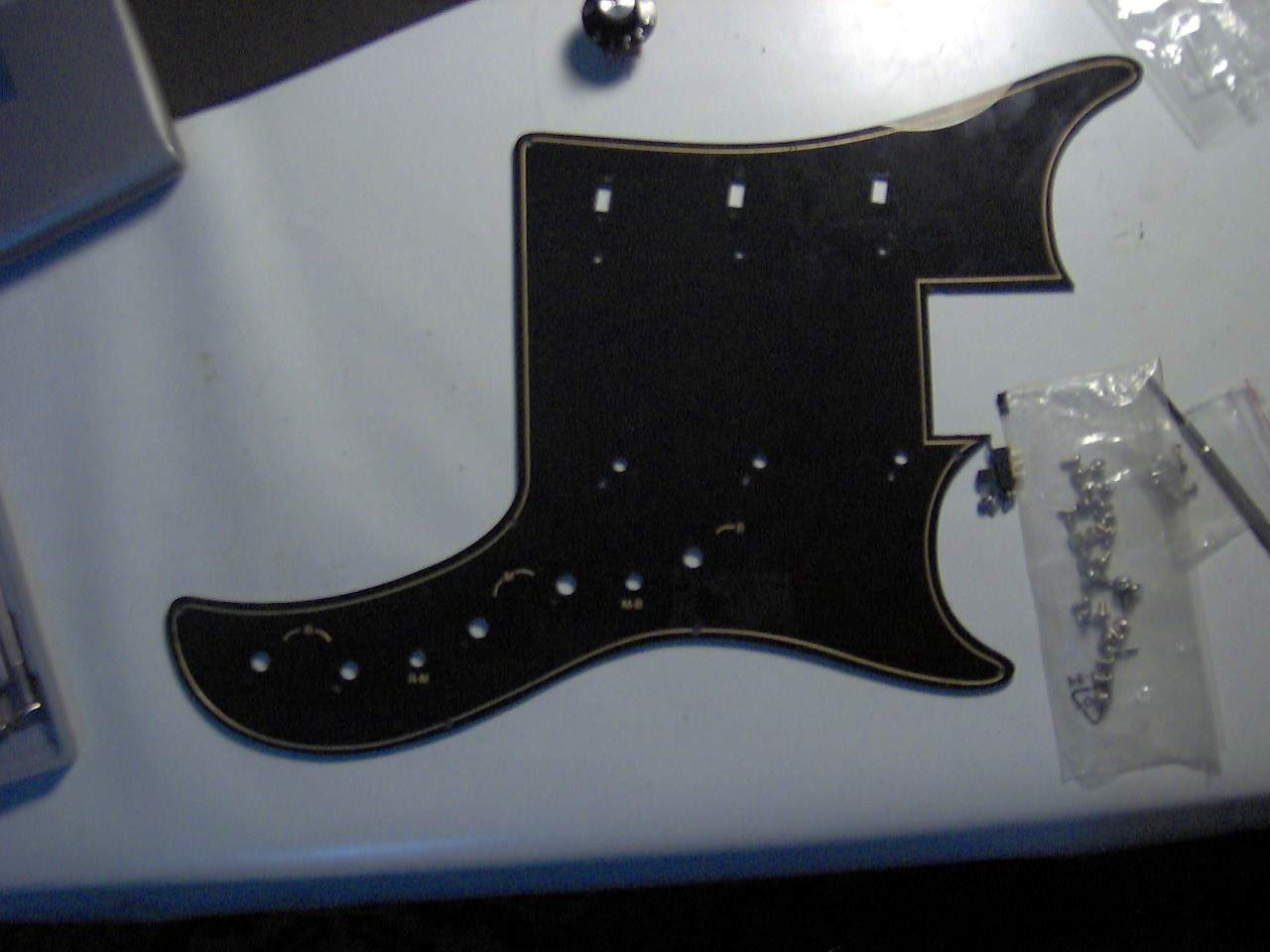
Un pickguard percé de trous de montage et son jeu de vis

Le pickguard est une plaque, généralement en plastique, utilisée pour protéger la caisse des guitares des diverses rayures dues au plectre (aussi appelé médiator) et également des rayures d'ongles pour les guitaristes rythmiques.
Le pickguard se place sur la caisse de la guitare, en dessous des cordes, parfois jusqu'au bord « bas » de la caisse. Le pickguard se rayera donc à la place de la caisse. Il est parfois fait de bois, de métal, ou de matériaux rares ou exotiques.
Il est collé sur les guitares acoustiques et vissé sur la plupart des guitares électriques, pour lesquelles il sert aussi de cache pour le câblage et l'électronique de l'instrument. Dans ce cas il peut être changé, par exemple sur les Fender Stratocaster ou les Gibson SG, qui ont un pickguard amovible.

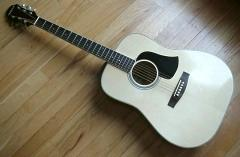
Pickguard (en noir) sur une guitare acoustique.
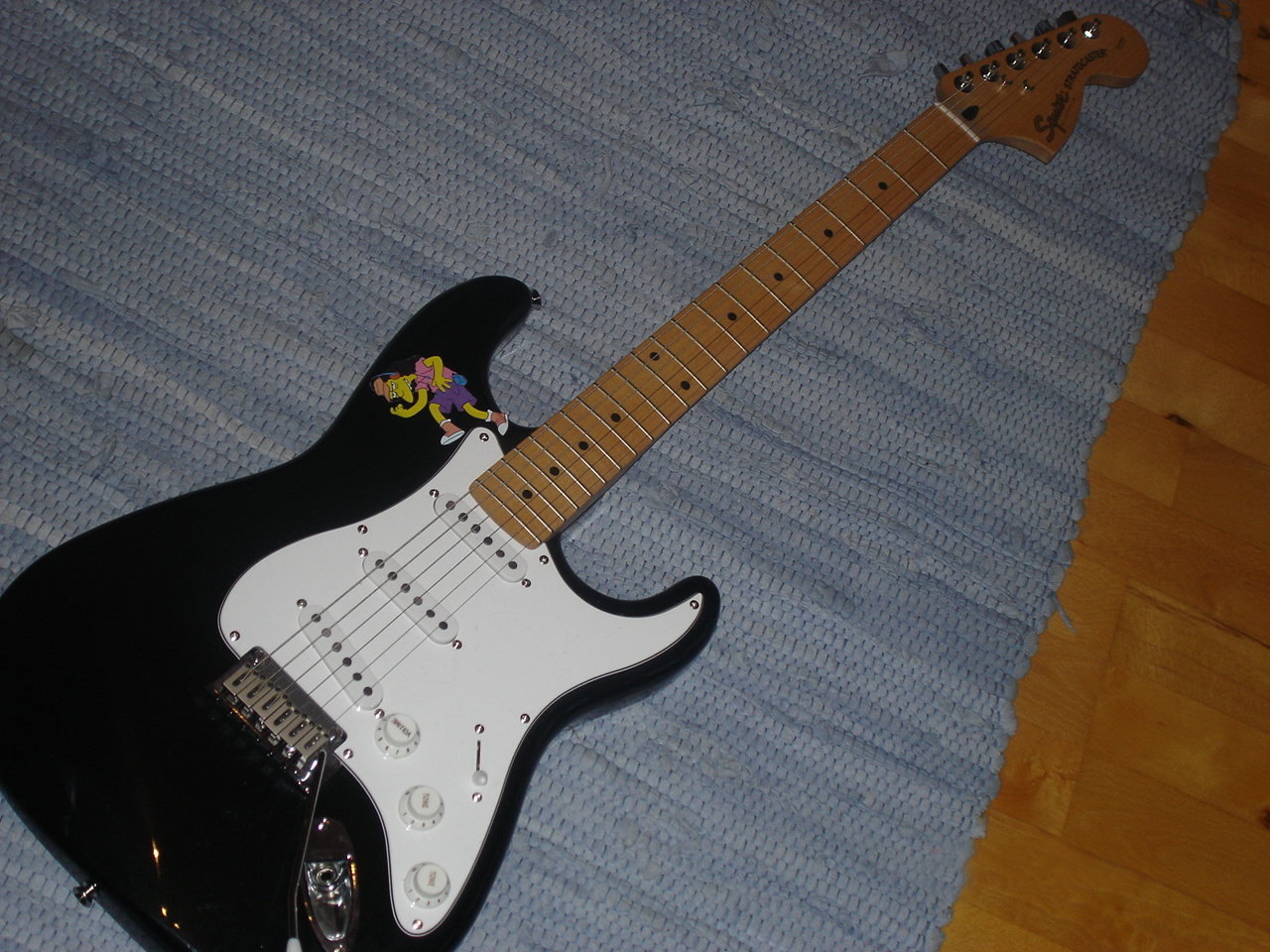
Pickguard de grande taille (blanc) sur une guitare Squier Stratocaster.